# Kokaral
Kokaral (en Kazakh Көкарал – Illa verda) va ser fins al 1973 una illa al Kazakhstan, a la part nord del mar d'Aral. Tenia una superfície de 273 km² (1960), i el seu punt més alt de 163 metres era el turó anomenat Daut. En la seva costa nord se situen els pobles de pescadors de Kokaral, Avan i Akbasty.
El 1973, degut a la reducció del mar d'Aral, l'illa va quedar connectada al continent en el seu extrem occidental, i va esdevenir la Península de Kokaral. Des de 1987, en què es va connectar a la terra circumdant també en el seu extrem oriental, sobre l'estret Berg, convertint la península en un istme que separa el mar d'Aral Nord i el Mar d'Aral Sud.
El 2005 es va completar el Dic de Kokaral a través de l'Estret de Berg. El dic atura el flux d'aigua del mar d'Aral Nord cap al mar d'Aral Sud, a través de l'estret de Berg i, per tant, contribueix a estabilitzar i incrementar el nivell de l'aigua al mar del nord.